# Institut de Ciències Polítiques i Socials
Institut de Ciències Polítiques i Socials (ICPS) va ésser creat el 8 de novembre de 1988 per la Diputació de Barcelona i la Universitat Autònoma de Barcelona sota la forma jurídica de consorci. El seu objectiu és fomentar la recerca en ciència política i en les ciències socials a Catalunya, dedicant atenció especial a la formació de joves investigadors i a la promoció de les relacions entre els politòlegs catalans i els d'arreu del món, facilitant l'estada de professors i investigadors catalans en centres i universitats estrangers i la de docents i estudiosos a Catalunya.

## Organització
Està regit per un Consell de Govern integrat per un president, un vicepresident i fins a quinze vocals designats per les dues institucions fundadores. L'òrgan permanent del Consell de Govern és el Consell Executiu. El Director acadèmic és elegit pel Consell de Govern. Els seus directors han estat:
- Isidre Molas i Batllori (1988–2000)
- Joan Marcet i Morera (2005–)

## Publicacions
Entre d'altres, publica Working Papers i les col·leccions Barcelona i Grana amb obres en català, anglès, castellà i francès.